# Aloe lanata
Aloe lanata é uma espécie de liliopsida do gênero Aloe, pertencente à família Asphodelaceae.